# Bruno Matos
Bruno Matos est un joueur international brésilien de rink hockey. Il évolue, en 2015, au sein du Sport Recife.

## Palmarès
En 2015, il participe au championnat du monde de rink hockey en France.